# James Earl Chaney
Pour les articles homonymes, voir James Chaney et Chaney.
James Earl « J. E. » Chaney, né le 30 mai 1943 et mort le 21 juin 1964 dans l'État du Mississippi, est l'un des trois militants des droits civiques qui ont été assassinés par des membres du Ku Klux Klan près de Philadelphia dans le Mississippi, avec Andrew Goodman et Michael Schwerner.